# Choriolaus derhami
Choriolaus derhami är en skalbaggsart som beskrevs av Chemsak och Linsley 1976. Choriolaus derhami ingår i släktet Choriolaus och familjen långhorningar. Inga underarter finns listade i Catalogue of Life.